# Mamontowo (Region Altai, Mamontowski)
Mamontowo (russisch Ма́монтово) ist ein Dorf (selo) in der Region Altai (Russland) mit 8784 Einwohnern (Stand 14. Oktober 2010).

## Geographie
Der Ort liegt etwa 160 km Luftlinie westsüdwestlich des Regionsverwaltungszentrums Barnaul. Er befindet sich am Ufer des Bolschoje-Ostrownoje-Sees und am Nordrand des „Kasmala-Bandwaldes“ (Kasmalinski lentotschny bor), eines Waldmassivs, das sich bei einer Breite von zumeist unter 10 km fast völlig geradlinig vom Ob nordöstlich Pawlowsk über mehr als 300 km bis zur kasachischen Grenze erstreckt.
Mamontowo ist Verwaltungssitz des Rajons Mamontowski sowie Sitz der Landgemeinde Mamontowski selsowet, zu der neben dem Dorf Mamontowo noch die Dörfer Malyje Butyrki und Ukrainka gehören.

## Geschichte
Das Dorf wurde 1780 unter dem Namen Butyrskoje gegründet. 1922 erhielt es den heutigen Namen nach dem roten Partisanenkommandeur Jefim Mamontow (1889–1922), der im Russischen Bürgerkrieg in der Region aktiv war. Seit 1924 ist Mamontowo Zentrum eines Rajons.

### Bevölkerungsentwicklung
| Jahr | Einwohner |
| ---- | --------- |
| 1939 | 3945      |
| 1959 | 5561      |
| 1970 | 5989      |
| 1979 | 8075      |
| 1989 | 8980      |
| 2002 | 9348      |
| 2010 | 8784      |

Anmerkung: Volkszählungsdaten

## Verkehr
Mamontowo liegt an der Regionalstraße R371 Aleisk – Rodino – Kulunda – kasachische Grenze. Nordöstlich zweigt eine Straße ab, die entlang dem Nordrand des Kasmala-Bandwaldes über das benachbarte Rajonzentrum Rebricha nach Pawlowsk an der R380 Barnaul – Kamen am Ob – Nowosibirsk führt. Etwa 30 km nördlich von Mamontowo befindet sich bei der Siedlung Komsomolski die nächstgelegene Bahnstation Kortschino bei Kilometer 189 der 1953 eröffneten Strecke Kulunda – Barnaul.